# (844) Leontina
(844) Leontina es un asteroide perteneciente al cinturón exterior de asteroides descubierto por Joseph Rheden el 1 de octubre de 1916 desde el observatorio de Viena, Austria.

## Designación y nombre
Leontina fue designado al principio como 1916 AP.
Más tarde se nombró así por la ciudad austriaca de Lienz.

## Características orbitales
Leontina orbita a una distancia media de 3,203 ua del Sol, pudiendo alejarse hasta 3,426 ua y acercarse hasta 2,979 ua. Tiene una inclinación orbital de 8,787° y una excentricidad de 0,06973. Emplea 2094 días en completar una órbita alrededor del Sol.